# 天河街道 (温州市)
天河街道是中华人民共和国浙江省温州市龙湾区下辖的一个街道办事处。

## 行政区划
天河街道下辖以下村级行政区划单位：
天河社区、天津村、新川村、庄泉村、二甲村、司南村、金益村、中和村、新河村、高轩村、郑岙村、蒲门村、西前村、筑成村、建丰村、天凤村、三星村和泰河村。